# Éric Loizeau
Pour les articles homonymes, voir Loizeau.
Éric Loizeau est un navigateur et alpiniste français surnommé « Le Captain ». Breton du Finistère, il a commencé à naviguer dès l’âge de 7 ans. Il est connu pour avoir été un des grands skippers des années 1980. Ayant changé de vie pour devenir alpiniste dans les années 1990, il a gravi le mont Everest en mai 2003. Il est l'organisateur du Trophée Mer Montagne.

## Biographie
Éric Loizeau est né en octobre . Son père Jean Loizeau, après avoir fait partie de la Résistance pendant la seconde guerre mondiale est officier d'active puis enseignant.
Par sa vie passée entre la mer et la montagne, du Cap Horn à l'Everest, grâce à son expérience de skipper et de chef d'expéditions, Eric possède un savoir incontestable dans la conduite des équipes et le respect de l'environnement.
Issu d'une famille de marins, il voyage beaucoup pendant son enfance, au gré des affectations de son père officier de carrière. Il a deux sœurs plus jeunes, Nora et Patricia. En 1978 il épouse Virginie Pelletier, publicitaire, fille de Jacques Pelletier, sénateur et ministre d'état. Il a deux garçons issus de cette union, Timothée et Simon. Divorcé en 1986, il vit en couple depuis 1990 avec Catherine Carpentier, professeur d'économie. 
Il découvre la voile à l'âge de 7 ans en baie de Portsall berceau de sa famille bretonne. Il navigue ensuite à Concarneau sur le bateau familial et découvre le solitaire à l'âge de douze ans... en cachette de ses parents! A l'adolescence, tout en commençant à courir au large sur différents bateaux, moniteur de voile,  il encadre de nombreux stages au Centre Nautique des Glénans, en croisière ou sur les îles. Au gré des courses il est repéré par Eric Tabarly qui lui propose d'intégrer le Bataillon de Joinville et effectuer ainsi son service militaire à bord de Pen Duick 6. À la suite de ses navigations avec Tabarly, ce dernier lui propose son bateau préféré, le Pen Duick 3, pour participer à la Course autour du Monde en équipage Whitbread 1977. Grâce à une lettre d'introduction de son célèbre capitaine il trouve un financement pour cette course avec la SEITA et en compagnie de son brillant  jeune équipage remporte deux étapes sur les quatre dont celle du Cap Horn. 
Au retour, il continue avec ce partenaire, devient coureur professionnel et construit deux autres bateaux, le monocoque de 75 pieds Gauloises 3 puis le trimaran de 45 pieds Gauloises 4. En 1982 il remporte la Route du Rhum dans  les classes 2,3 et 4 et échoue au pied du podium toutes classes après avoir mené toute la première moitié de la course courue dans du gros mauvais temps. 
Cette belle performance lui permet de trouver un autre partenaire, la marque de parfumerie Roger et Gallet et faire  construire un maxi-catamaran de 75 pieds sur plans Sylvestre Langevin, premier multicoque fabriqué entièrement en  carbone. En 1986, après deux premières années compliquées, ce bateau remporte toutes les courses du calendrier, sauf la Route du Rhum où Eric doit abandonner après une rupture de gréement. L'année suivante il chavire pendant la Course de l'Europe en équipage au large du Cap Finisterre, mais est récupéré miraculeusement par un porte-conteneurs taïwanais. 
Jugeant ce bateau dépassé et peu adapté aux courses en solitaire il s'en sépare pour racheter avec un consortium de partenaires le multicoque de 75 pieds Fleury Michon 6 vainqueur  avec Philippe Poupon de la Route du Rhum 1986. Avec ce magnifique bateau, en 1989, il finit à la seconde place de la Transat en Double Lorient -Saint Barth-Lorient en compagnie de son co-skipper et boat-captain Yvon Berrehar. Après un projet de tour du monde en solitaire qui échoue faute de partenaires, il décide de tourner momentanément la page de la course au large pour se consacrer à l'alpinisme sa nouvelle passion. 
Après s'être installé avec sa compagne dans le hameau du Casset (Hautes Alpes), il grimpe et skie régulièrement avec ses nouveaux amis,  alpinistes de très haut niveau, comme Alain Ghersen, Christophe Profit, Eric Escoffier ou Patrick Berhault. En parallèle il fonde l'Ecole de l'Aventure dans le petit village du Lauzet, rénovant l'école en gîte d'accueil pour les enfants, et cela grâce à l'aide du département et de la mairie. En 1994 avec la station de Risoul il organise le premier Trophée Mer Montagne qui lui permet de garder le contact avec le monde de la mer.  
En 2003, son ami le journaliste himalayiste Jean Michel Asselin lui propose de participer à l'expédition Everest 50. Après une ascension difficile, cela lui permet de devenir le premier coureur cap-hornier à atteindre le "toit du monde"! 
Depuis son retour de l'Everest, éco-explorateur du monde, il se consacre à la protection des océans et plus particulièrement à la lutte contre la pollution plastique au sein de la fondation suisse Race For Water dont il est un des ambassadeurs. Après avoir participé à l’Odyssée 2015 à bord du trimaran de course MOD70, il effectue des missions sur le nouveau bateau ambassadeur de la fondation, le catamaran solaire Race For Water , modèle de transition énergétique, parti pour un périple de cinq ans autour du monde, l’Odyssée de l’Espoir dont les objectifs sont le témoignage, le partage et l’action (Learn, Share, Act). Au mois d'avril 2021, il participe sur le lac Victoria en Afrique Centrale à une expédition "anti-plastic pollution" avec l'organisation kényane Flipflopi, à bord d'un voilier traditionnel (Dhow) construit exclusivement à partir de déchets plastiques. En février 2022, il repart avec la même organisation pour explorer les rivages de l'Archipel de Lamu (Océan Indien), comprendre la provenance et la nature des déchets plastiques retrouvés en quantité en mer et dans les mangroves, proposer aux habitants des solutions de recyclage afin de valoriser les déchets et empêcher qu'ils gagnent l'océan.

## Activités

### Voile
Équipier quatre années durant d'Éric Tabarly sur Pen Duick VI, skipper en solitaire, en double ou en équipage des monocoques Gauloises 2 (ex Pen Duick III)  et Gauloises 3, puis des multicoques Gauloises 4, Roger & Gallet et Duel Aigle, vainqueur de deux étapes de la Whitbread 1977-1978, dont celle du Cap Horn, de trois transats, de très nombreux « Grands Prix » de multicoques, détenteur du record de l'Atlantique en solitaire (1982), champion du monde des multicoques (1986). Éric Loizeau est élu skipper de l'année en 1978.
Ses bateaux :
- Gauloises 2, monocoque de 60 pieds (18,50 m)
- Gauloises 3, monocoque de 65 pieds (20 m)
- Gauloises 4, trimaran de 45 pieds (15 m)
- Roger et Gallet, catamaran de 75 pieds (23 m)
- Duel Aigle, trimaran de 75 pieds (23 m)

### Ascension de l'Everest
Il a participé ensuite à de nombreux raids de sport-aventure (Raid Gauloises, Elf Authentique Aventures), puis avec Patrick Berhault et Nicolas Mugnier, il a gravi l'Everest en 2003 (expédition du cinquantenaire) où il laisse plusieurs phalanges. Cette expédition extrême est relatée ainsi que certaines aventures maritimes dans le livre « du Cap Horn à l'Everest » publié aux éditions Glénat en 2004.

### Trophée Mer et Montagne TeamWork Alpe d'Huez
Depuis 1994, il organise chaque année le Trophée Mer Montagne dans différentes stations des Alpes, compétition conviviale réunissant les meilleurs marins et alpinistes du moment, accompagnés par des enfants de la station. Depuis 2023, l'évènement est organisé à l'Alpe d'Huez avec comme partenaire titre la société TeamWork, très proche des athlètes marins et montagnards.  Tout en conservant son aspect compétition le Trophée Mer Montagne s'accompagne dorénavant d'un véritable Festival de films d'aventures mer et montagne présentés par les participants présents sur place.

### Autres activités

#### Corporate
Il a fait profiter de son expérience sur la « force mentale » et le « dépassement de soi » diverses équipes sportives comme l'Équipe de France de football en 2006 pour la préparation de la Coupe du monde ou le Quinze tricolore en 2007. Avec sa société Elovoyagers il organise séminaires et conventions d'entreprises autour du « team-building » et la RSE et de beaux voyages à thème dans différents pays du monde.

#### Conférences
Aventurier aux multiples expériences dans des conditions souvent extrêmes, éco-explorateur engagé dans la protection des océans et de la planète, il utilise son expertise pour animer des réunions d'entreprise. Il propose un programme de conférences destinées  à renforcer l'esprit d'équipe et le sentiment de confiance indispensables au bon fonctionnement des entreprises, tout en respectant au mieux l'environnement.
À la suite de ses expéditions "anti-plastiques" il intervient régulièrement sur les sujets cruciaux de protection des océans et de la planète.

#### Expéditions
- Maewan : depuis 2015 il participe régulièrement aux navigations aventureuses du voilier d'expédition Maewan en compagnie de son skipper, l'alpiniste Erwan Le Lann. Plus précisément entre l'Islande et le Groenland, puis à travers le Passage du Nord-Ouest jusqu'au port russe de Petropavlosk.
- Kilimandjaro : une de ses montagnes préférées où il organise régulièrement des expéditions en compagnie de ses amis guides « masaï ».
- Antarctic Explorers :  en novembre et décembre 2019, il dirige l'expédition "Antarctic Explorers" organisée avec Laurence de la Ferrière et Raphaël Domjan,  expédition à la voile en Antarctique destinée à dresser un état des lieux de ce continent de science et de paix, deux cent ans après sa découverte.

## Palmarès

### Voile
- vainqueur de 2 étapes de la Course autour du monde en équipage (Whitbread Round the World Race 77-78) : Auckland-Rio et Rio-Portsmouth.
- vainqueur de 3 transats dont la course de la liberté Rouen-New York en 1986, la Route du Rhum 1982 et la Twostar 1981, Transat en double anglaise.
- vainqueur de 11 Grands Prix en multicoque entre 1980 et 1987.
- Recordman de l'Atlantique en solitaire (1982).
- Champion du monde des multicoques en 1986.
- Neptune du meilleur Skipper de l'année en 1978.
- Transat en double Lorient St Barthélémy Lorient 1989 - Seconde place à bord du trimaran DUEL avec Yvon Berrehar.
- Vainqueur du Vendée-St Pétersbourg en 2010 sur le trimaran de 50 pieds ACTUAL avec Yves Le Blevec, Ronan Deshayes et Jean-Baptiste Le Vaillant.

### Raid nature
- Raid Blanc 1987.
- Grand Défi 1988, 1989 et 1990.
- Raids Vuarnet 1991 et 1992.
- Trophée Volvic 1993
- Grand Béal 1994
- Raid Gauloises 1997
- Défi Dole 1998
- Elf Authentique Aventure 1999 (3e)
- Elf Authentique Aventure 2000 (3e)
- Dream Raid Nouvelle-Calédonie 2002 (4e)
- Réunion d’Aventures 2004 (non classé)

### Alpinisme
- 2003 : sommet de l'Everest le 23 mai 2003 à 8 h 30. Il raconte dans le détail cette expédition rendue très difficile à cause du mauvais temps et de la tempête présente le jour du sommet dans un ouvrage publié chez Gallimard: "Un marin sur le toit du monde".

## Œuvre littéraire
- Éric Loizeau, Froid devant : 1979 Gauloises II autour du monde, Éditions du Pen Duick (ISBN 978-2-85513-019-4)
- Éric Loizeau, Du Cap Horn à l'Everest : De la course au large au monde de l'altitude, Grenoble, Glénat, 2004, 384 p., poche (ISBN 978-2-7234-4565-8, présentation en ligne)
- Eric Loizeau, Chavirés : raconte les fortunes de mer de navigateurs exemplaires qui, poussant leurs voiliers quelquefois à la limite du raisonnable ont connu cette situation extrême; Glénat 2010.
- Eric Loizeau :  Pourquoi la mer est salée et autres récits de marins. Eric raconte ses plus saisissants souvenirs et les nombreuses aventures humaines qui ont jalonné sa vie en mer, marquée par le goût du risque, de l'exploit et de la liberté. Voiles Gallimard 2017, illustré de 70 photos inédites.
- Eric Loizeau en collaboration avec Erwan Le Lann, Maewan l'Aventure Arctique : le récit des deux premières années de navigations aventureuses du voilier Maewan et son équipage composé de marins et alpinistes célèbres. Editions Paulsen Guérin 2017.
- Eric Loizeau : Race For Water , l'Odyssée du Plastique. L'histoire illustrée de la fondation Race For Water et  son fondateur Marco Simeoni, engagés dans un combat permanent contre la pollution plastique des océans. Photos de Peter Charaf. Editions Favre 2020.
- Eric Loizeau, en collaboration avec Laurence de la Ferrière : Au cœur du continent blanc, beau livre édité chez Gallimard, racontant leur expédition en Antarctique de novembre décembre 2019 sur un catamaran à voile de 27 mètres. Gallimard Voyages 2020.
- Eric Loizeau pour Yannick Bestaven :"  Mon tour du monde en 80 jours ". Le récit jour après jour de la victoire de Yannick Bestaven dans le Vendée Globe 2021. Editions Gallimard 2021.
- Eric Loizeau : "Un marin sur le toit du monde" paru en mai 2022 aux éditions Gallimard, le récit in-extenso de l'expédition Everest 50 au printemps 2003 côté népalais.
- Éric Loizeau pour Romain Pilliard : USE IT AGAIN .Glénat été 2025. La belle histoire de la famille Pilliard engagée dans la protection des Océans à bord de l'ancien trimaran d'Ellen Mac Arthur,  en prônant l'Economie Circulaire dans l'univers de la course au large.